# Szczecińsko-Polickie Przedsiębiorstwo Komunikacyjne
Szczecińsko-Polickie Przedsiębiorstwo Komunikacyjne Sp. z o.o. (skrót SPPK) – przedsiębiorstwo zajmujące się prowadzeniem przewozów autobusowych w komunikacji miejskiej w gminie Police oraz Szczecinie z siedzibą w Policach przy ul. Fabrycznej 21.

## Historia
Funkcjonuje jako samodzielna spółka od 1 lutego 1997 r., kiedy to wydzielono ją z MZK Szczecin. Początkowo udziały w spółce podzielone były po połowie pomiędzy gminą Miasto Szczecin a powiatem polickim. Po podwyższeniu kapitału zakładowego, 66% udziałów w spółce posiadają Police.

## Obsługiwane linie
Obsługuje następujące linie komunikacji miejskiej organizowanej przez Zarząd Dróg i Transportu Miejskiego w Szczecinie: 63, 101, 102, 103, 106, 107 i 109. Oprócz tego firma wykonuje przewozy pracownicze dla Zakładów Chemicznych Police, obsługuje Linię Samorządową (linia niepodlegająca pod ZDiTM) łączącą Police z Trzebieżą i Linię Działkową oraz Linię Plażową.

## Tabor

### Istniejący
| Zdjęcie | Nazwa modelu                       | Liczba | Rok produkcji         |
| ------- | ---------------------------------- | ------ | --------------------- |
|         | Solaris Urbino 12 III              | 7      | 2011, 2017            |
|         | Solaris Urbino 18 III              | 8      | 2011, 2017            |
|         | MAN NL283 Lion’s City              | 12     | 2012–2016, 2018, 2019 |
|         | MAN NG323 Lion’s City G            | 13     | 2012–2019             |
|         | MAN Lion’s City 12 EfficientHybrid | 2      | 2021                  |
|         | MAN Lion’s City 18 EfficientHybrid | 2      | 2021                  |
|         | Solaris Urbino 18 IV               | 2      | 2021                  |
|         | Solaris Urbino 12 FL Mild Hybrid   | 2      | 2023                  |
|         | Solaris Urbino 18 FL Mild Hybrid   | 2      | 2023                  |

## Tabor wycofany
| Zdjęcie | Nazwa modelu               | Liczba                                                 | Rok produkcji                      |
| ------- | -------------------------- | ------------------------------------------------------ | ---------------------------------- |
|         | Ikarus 280.26              | 30+13                                                  | 1982, 1983, 1985, 1986, 1989, 1990 |
|         | Jelcz M11                  | 58+2                                                   | 1985–1987, 1989, 1990              |
|         | Ikarus-Zemun IK160P        | 5                                                      | 1989                               |
|         | Setra S215 UL              | 1                                                      | 1992                               |
|         | Jelcz 120M                 | 7                                                      | 1996, 1997                         |
|         | Neoplan N316               | 1                                                      | 1999                               |
|         | Jelcz T081MB               | 1                                                      | 2000                               |
|         | Jelcz M081MB               | 1                                                      | 2001                               |
|         | MAN NL2x2                  | 7 (NL222), 4 (NL262)                                   | 1997–2000                          |
|         | MAN NGxx2                  | 10 (NG312), 4 (NG262)                                  | 1997–1999                          |
|         | MAN NLxx3                  | 6 (NL223), 3 (MAN NL263), 2 (MAN NL283), 2 (MAN NL313) | 1999, 2000–2002, 2004              |
|         | MAN NL313-15               | 5                                                      | 2000                               |
|         | MAN NG313                  | 6                                                      | 2004                               |
|         | MAN SG313 Lion’s Classic G | 4                                                      | 2005                               |